# Zacarías (nombre)
Zacarías, Zakaría, Zacaría oZakarías es un nombre propio masculino, en su variante en español,  procedente del hebreo זְכַרְיָה que significa ‘a quien Dios recuerda’.

## Etimología
Zacarías  es el nombre de varios personajes bíblicos del Antiguo Testamento:
- Zacarías, levita de la familia de Coat, descendiente de Ebiasaf. Hijo de Meselemías, sabio consejero (1ª de Crónicas 9:19,21,21,22:6-2)
- Zacarías, levita hijo de Merari, cuarto hijo de Hosa. (1ª de Crónicas 26.10-11).
- Zacarías, sacerdote y músico de la época del rey David, (1ª de Crónicas 15:24).
- Zacarías, levita hijo de Asaf y descendiente de Gersón, (1ª de Crónicas 20:14).
- Zacarías, uno de los príncipes comisionados por Josafat (2ª de Crónicas 27:21).
- Zacarías, cuarto hijo de Josafat (2ª de Crónicas 21:2).
- Zacarías, hijo del sumo sacerdote Joida (2ª de Crónicas 24:2-22).

## Distribución
Según el Instituto Nacional de Estadística de España (INE), a fecha 01/01/2021 en España llevan el nombre de Zakaría: 5.133 hombres, Zacarías: 1.656 hombres, Zacaría: 276 hombres, Zakarías: 76 hombres.

## Variantes
- Femenino: Zacariasa.
- Diminutivo: Zacariasito, Zacariasillo, Zacarialito, Zakito (Origen Antoniano, 1300 A.C)

| Variantes en otros idiomas | Variantes en otros idiomas |
| -------------------------- | -------------------------- |
| Inglés                     | Zachary, Zechariah         |
| Checo                      | Zachariáš                  |
| Español                    | Zacarías                   |
| Esperanto                  | Zeĥarja                    |
| Finés                      | Sakari                     |
| Francés                    | Zacharie                   |
| Húngaro                    | Zakariás                   |
| Italiano                   | Zaccaria                   |
| Polaco                     | Zachariasz                 |
| Hebreo                     | זכריה                      |
| Chino                      | 撒迦利亚                   |
| Portugués                  | Zacarias                   |

## Santoral
- San Zacarías (s. V a. C.), profeta, celebrado el 6 de septiembre;
- San Zacarías (s. I), padre de San Juan el Bautista, celebrado el 5 de noviembre o 23 de septiembre;
- San Zacarías (679-752), papa de la Iglesia Católica, celebrado el 15 de marzo;
- San Zacarías el Angélico (s. X), celebrado el 21 de enero.